# 894 هـ
894 هـ هي سنة في التقويم الهجري امتدت مقابلةً في التقويم الميلادي بين سنتي 1488 و1489.

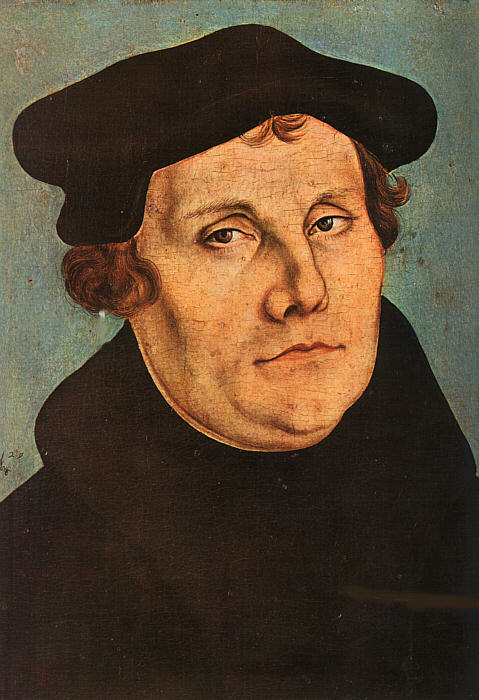
مارتن لوثر

## مواليد
- مارتن لوثر

## وفيات
- ابن الغرس